# Jaime Muñoz Pedroza
Jaime Muñoz Pedroza (n. Ciénega, Boyacá, Colombia, 30 de septiembre de 1958) es un obispo católico, teólogo profesor colombiano.
Desde el mes de diciembre de 2010 hasta el 11 de julio ocupó la sede episcopal como Obispo de Arauca.

## Biografía

### Primeros años y formación
Nacido en el municipio colombiano de Ciénega del Departamento de Boyacá, el día 30 de septiembre de 1958.Tras sus estudios primarios en su población natal y los secundarios en el Colegio José Ignacio Márquez de Ramiriquí, descubrió su vocación religiosa y ese le llevó a ingresar en el Seminario Conciliar de Tunja, donde realizó su formación eclesiástica y cursó filosofía y teología.

### Sacerdocio
Fue ordenado sacerdote para la Arquidiócesis de Tunja, el 24 de noviembre de 1984, por el entonces arzobispo metropolitano Mons. Augusto Trujillo Arango†.
Posteriormente se trasladó a Italia para especializarse en teología moral por la Pontificia Universidad Gregoriana de Roma.
A su regreso en 1988, estudió Educación sexual en la Fundación Universitaria Juan de Castellanos de Tunja y en 2002 obtuvo un doctorado en Teología por la Pontificia Universidad Javeriana de Bogotá.
Durante este tiempo también ejerció su ministerio pastoral, ocupando cargos como el de vicario cooperador en la Parroquia Divino Salvador de Toca (1985-1986); Profesor interno del seminario al que asistió (1989-2003); Delegado arquidiocesano de Pastoral Vocacional (1990-1999); Catedrático de Ética en la Fundación Universitaria Juan de Castellanos (1995-1998) y Rector del seminario desde 2003.

## Episcopado

### Obispo de Arauca
El 22 de octubre de 2010, tras haber sido nombrado por Su Santidad el Papa Benedicto XVI, es el Obispo de Arauca.
Recibió la consagración episcopal el 4 de diciembre, a manos de su consagrante principal: el entonces Nuncio Apostólico en el país Mons. Aldo Cavalli; y de sus co-consagrantes: el actual Arzobispo de Tunja y presidente del episcopado colombiano Mons. Luis Augusto Castro Quiroga y el también actual Arzobispo de Nueva Pamplona Mons. Luis Madrid Merlano.
Tomó posesión oficial de su cargo, el día 14 del mismo mes y eligió como lema, la frase "Te Basta Mi Gracia".  

### Obispo de Girardot
El 11 de julio de 2018 fue trasladado por Francisco a la Diócesis de Girardot.